# Punktmusik
Punktmusik kallas en kompositionsteknik med Anton Webern (1883-1945) som upphovsman.
Punktmusiken karakteriseras av att toner eller tongrupper isoleras från varandra så att klangpunkter uppstår. Genom ständigt skiftande instrumentering av dessa punkter bildas en ofta mycket raffinerad klangfärgsmelodik.